# Brańsk
Brańsk (litevsky Branskas) је město v Podleském vojvodství v Polsku. V roce 2011 měl 3914 obyvatel. Rozkládá se v rovinaté krajině na severovýchodě země, u hranic s Běloruskem. Městská práva získal v roce 1440.
Název města vznikl podle řeky Bronka, která je přítokem toku Nurzec.